# 梁鵠岩
梁鵠岩（Leung Ho Yam, Simon，1981年4月22日—），香港男子橄欖球運動員。

## 簡歷
2010年11月，梁鵠岩代表中國香港出戰廣州亞運會，參加橄欖球比賽，最終奪得銀牌。

## 榮譽
- 香港特區政府嘉獎

行政長官社區服務獎狀（2011年）

## 外部連結
- 運動員資料 - 梁鵠岩[永久]